# Ketiley Batista
Ketiley Batista (* 13. Juli 1999 in Caraguatatuba) ist eine brasilianische Hürdenläuferin, die sich auf die 100-Meter-Distanz spezialisiert hat und über diese Distanz 2021 und 2025 Südamerikameisterin wurde.

## Sportliche Laufbahn
Erste internationale Erfahrungen sammelte Ketiley Batista im Jahr 2021, als sie bei den Südamerikameisterschaften in Guayaquil in windunterstützten 12,96 s auf Anhieb die Goldmedaille im 100-Meter-Hürdenlauf gewann. Ende Juli startete sie dank ihrer Position in der Weltrangliste bei den Olympischen Sommerspielen in Tokio, schied dort aber mit 13,40 s in der ersten Runde aus. Anschließend siegte sie in 13,45 s bei den U23-Südamerikameisterschaften in Guayaquil. Im Dezember gewann sie dann bei den erstmals ausgetragenen Panamerikanischen Juniorenspielen in Cali in 13,27 s die Silbermedaille hinter der Kubanerin Greisys Roble. 2022 siegte sie dann in 8,41 s bei den Hallensüdamerikameisterschaften in Cochabamba im 60-Meter-Hürdenlauf und schied anschließend bei den Hallenweltmeisterschaften in Belgrad mit 8,37 s in der ersten Runde aus. Im Mai belegte sie bei den Ibero-Amerikanischen Meisterschaften in La Nucia in 13,33 s den vierten Platz und kam dort mit der brasilianischen 4-mal-100-Meter-Staffel nicht ins Ziel. Im Juli kam sie dann bei den Weltmeisterschaften in Eugene mit 14,22 s nicht über die Vorrunde hinaus. 2023 belegte sie bei den Panamerikanischen Spielen in Santiago de Chile in 13,38 s den vierten Platz und im Jahr darauf verteidigte sie bei den Hallensüdamerikameisterschaften in Cochabamba mit neuem Meisterschaftsrekord von 8,09 s ihren Titel über 60 m Hürden. Anschließend schied sie bei den Hallenweltmeisterschaften in Glasgow mit 8,60 s in der ersten Runde aus. Im Mai gewann sie bei den Ibero-Amerikanischen Meisterschaften in Cuiabá in 13,22 s die Silbermedaille hinter der Puerto-Ricanerin Paola Vázquez. 2025 siegte sie bei den Hallensüdamerikameisterschaften in Cochabamba in 8,11 s zum dritten Mal über 60 m Hürden. Ende April siegte sie in 13,22 s bei den Südamerikameisterschaften in Mar del Plata.
In den Jahren von 2019 bis 2021 wurde Batista brasilianische Meisterin im 100-Meter-Hürdenlauf.

## Persönliche Bestzeiten
- 100 m Hürden: 13,00 s (+1,2 m/s), 24. April 2021 in Bragança Paulista
  - 60 m Hürden (Halle): 8,00 s, 1. Februar 2025 in Bragança Paulista (brasilianischer Rekord)